# Elizabeth Scott
Elizabeth Leonard Scott (* 23. November 1917 in Fort Sill in Oklahoma; † 20. Dezember 1988 in Berkeley, Kalifornien) war eine US-amerikanische Statistikerin und Astronomin.
Scott ging auf die University High School in Berkeley in Kalifornien und studierte danach Astronomie an der University of California, Berkeley, wo sie 1949 bei Robert Julius Trumpler promoviert wurde. Da sie damals nur eingeschränkt als Astronomin arbeiten konnte, arbeitete sie teilweise für Jerzy Neyman in der Statistik Fakultät, und auch ihre Dissertation war zur Hälfte der Astronomie, zur Hälfte der Statistik gewidmet. Ab 1951 war sie in der Fakultät für Mathematik in Berkeley, wo sie den Rest ihrer Karriere blieb. Scott wurde dort eine enge Mitarbeiterin von Neyman und publizierte viel mit ihm und auch selbst insbesondere zur Astronomie unter statistischen Aspekten, zum Beispiel über Galaxienhaufen mit Anwendung auf die Möglichkeit, zwischen verschiedenen kosmologischen Theorien zu entscheiden. Hier ist der Scott Effekt nach ihr benannt, die Beobachtung, dass weiter entfernte Galaxienhaufen im Mittel mehr Galaxien enthalten und damit eine höhere absolute Helligkeit besitzen. Ein weiteres Forschungsgebiet von Scott war die Anwendung der Statistik in der Meteorologie zum Beispiel in der in den 1950er bis 1970er Jahren aktuellen Frage der künstlichen Erzeugung von Regen, wobei sie mehrere bekannte große Feld-Experimente begleitete. In der Medizin befasste sie sich mit Hautkrebs und dessen Abhängigkeit von UV-Bestrahlung. Als Expertin für Statistik widmete sie sich auch der Aufgabe für den US-Verband der Hochschullehrer Ungleichheiten in der Bezahlung zwischen Männern und Frauen an den Universitäten nachzuweisen.
1981 wurde sie Ehrenmitglied der Royal Statistical Society. 1970 bis 1971 war sie Vizepräsidentin der American Association for the Advancement of Science, war 1981 bis 1983 Vizepräsident des International Statistical Institute und 1977 bis 1978 Präsident des Institute of Mathematical Statistics. 1983 bis 1985 war sie Präsidentin der Bernoulli Society for Mathematical Statistics and Probability.
Ihr zu Ehren wird seit 1992 der Elizabeth L. Scott Award für Statistik verliehen.